# GIMPLE
Trong trình biên dịch GCC (GNU Compiler Collection), GIMPLE là một mã trung gian của chương trình mà trong đó các biểu thức phức tạp đã được tách ra thành mã địa chỉ ba dùng các biến tạm thời. Dạng mã trung gian này được lấy cảm hứng từ dạng mã SIMPLE. Mã SIMPLE được đề xuất trong trình biên dịch McCAT bởi Laurie J. Hendren, để làm đơn giản hóa việc phân tích và tối ưu hóa các câu lệnh của chương trình.
Mã GIMPLE là một thành phần của mã GENERIC, một sản phẩm đầu ra của kì đầu của trình biên dịch GCC.